# Mahagoni (1975)
Mahagoni ist ein US-amerikanisches Filmmelodram des Musikproduzenten Berry Gordy aus dem Jahr 1975 mit Diana Ross, die auch die Kostüme entwarf, in der Hauptrolle. An ihrer Seite spielen Billy Dee Williams und Anthony Perkins weitere Hauptrollen.

## Handlung
Die Geschichte erzählt vom mühsamen Aufstieg der aus armen Unterschichtskreisen stammenden Tracy Chambers zu einer berühmten Modeschöpferin. Auf dem Höhepunkt ihres Ruhms blickt sie auf ihren steinigen Karriereweg zurück. Die schwarze Tracy wächst im Armenviertel von Chicago auf. Eines Nachts lernt sie auf den Nachhauseweg den kämpferischen Aktivisten Brian Walker, wie sie ein Farbiger, kennen, der sich gegen den Abriss des Viertels aufzulehnen versucht. Am nächsten Tag beobachtet Tracy, wie Brian zu einer Menschenmenge spricht, während ein weiteres Mehrfamilienhaus abgerissen wird. Auch wenn Tracy Schabernack mit ihm treibt und ihr Brians lautstarkes Engagement auf die Nerven geht, ist sie doch beeindruckt von seinem sozialen Engagement. Tracy hat eine Anstellung als Sekretärin von Miss Evans, der Abteilungsleiterin eines angesehenen Kaufhauses. Die ist wenig begeistert davon, dass Tracy zu spät kommt, denn die nutzt jede freie Sekunde für ihre Modestudien. Im Lager des Kaufhauses lernt Tracy den Glamourfotografen Sean McEvoy kennen, der gerade Models für eine Teleskopwerbung ablichtet und die attraktive Tracy prompt ebenfalls für ein Fotomodell hält. Die hochnäsige Miss Evans klärt den Irrtum auf und schickt daraufhin Tracy wie eine kleine Bedienstete zum Kaffeeholen fort.
Wieder daheim, näht Tracy gerade an einem ihrer Entwürfe, als plötzlich Brian vor ihrer Wohnungstür steht und sie zum Mittagessen einlädt. Während des Dinners erklärt Brian ihr seine Beweggründe für sein Engagement für die „kleinen Leute“. Tracy wiederum erzählt ihm von ihrem Traum, eines Tages das Ghetto zu verlassen und eine große Modeschöpferin zu werden. Ihre erste Chance auf dem Weg dorthin bietet sich Tracy bereits am nächsten Tag, als Sean die Nachwuchsdesignerin in einem Kleid fotografiert, das sie selbst entworfen hat. Sean ist beeindruckt von Tracys Talent und bietet ihr an, mit ihm nach Rom zu kommen. Miss Evans kommt dazu und informiert Sean pikiert, dass beider Arbeitgeber sich weigert, schwarze Modelle in seiner Werbung einzusetzen. Bei einem Außenshooting mit einfachen Bewohnern ihres Stadtteils vor einem heruntergekommenen Mietshaus kommt es zu einer unangenehmen Begegnung mit Brian, der diese Arbeit als Ausbeutung des Elends der Habenichtse verurteilt. Tracy stellt sich hinter Seans künstlerische Vision, woraufhin Brian geht. Ein paar Tage später wird Tracy von Miss Evans gefeuert, als diese herausfindet, dass Tracy einen Tag angeblich krank gewesen sein sollte aber in Wahrheit blau machte, um ihre Entwürfe Kleidungsfabrikanten vorzustellen.
Tracy meldet sich nun arbeitslos und trifft auf dem Amt erneut Brian. Beide gehen in Tracys Apartment und schlafen miteinander. Ohne Job, leitet Tracy vorübergehend die Kampagne von Brian, der sich als Sozialpolitiker zur Wahl stellt. Brian bittet Tracy um nichts weniger, als ihre hochtrabenden Modeträume aufzugeben, die, wie er findet, ja doch nur Hirngespinste seien. Stattdessen solle sie an seiner Seite in der Gemeindepolitik für mehr soziale Gerechtigkeit kämpfen. Tief enttäuscht von Brian, der sie und ihre Lebensvorstellungen offensichtlich nicht sonderlich ernst nimmt, wendet sie sich von ihm ab. Zu ihrem Glück erhält Tracy einen Anruf von Sean, der sie bittet, jetzt mit ihm nach Italien zu reisen und dort vor seiner Kamera zu modeln. In Rom benennt Sean Tracy in „Mahogany“ um, weil ihre dunkle Hautfarbe dem Braunton von Mahagoni ähneln würde. Sean arrangiert ein Vorsprechen bei Carlotte Gavina, der Chefin einer Top-Modelagentur in Europa. Das Vorsprechen findet in einem sehr kargen Raum mit zehn Männern und einer Frau statt. Hier wird gnadenlos offen an jedem noch so kleinen optischen „Makel“ Tracys herumgemäkelt. Tracy fühlt sich verletzt und sagt ihnen, dass man wohl offensichtlich eine Schaufensterpuppe suche und fragt, warum sie nicht die einzige Frau der Gruppe einstellen. Die Frau ist Carlotta Gavina, und die ist beeindruckt von „Mahagonis“ Widerworte. Tracy wird eingestellt und macht eine rasante Karriere als eines der bestbezahlten Fotomodelle der Welt, deren Bilder zahllose Plakate und Titelblätter von Hochglanzmagazinen zieren.
Doch Tracy strebt nach mehr, sie will nicht nur ein wandelnder Kleiderständer sein. Ihr Ziel ist es, sich endlich auch als Modedesignerin durchzusetzen. Sie verlangt von Sean, beim nächsten Fotoshooting eines ihrer Design-Kleider tragen zu dürfen, doch Sean reißt ihr das Oberteil ab und sagt ihr, dass sie diejenige Kleidung tragen solle, die man ihr gegeben hat. An diesem Abend, bei einer Wohltätigkeitsauktion, erscheint Tracy mit einer ihrer Kreationen anstelle des Kleides, das ihr geschenkt wurde. Die Menge bricht in Gelächter aus, als Sean, der sie coram publico demütigen will, dafür nur fünfhundert italienische Lire anbietet. Tracy kämpft angesichts dieses herablassenden „Gebots“ mit den Tränen, da bietet plötzlich ein ihr fremder älterer Herr, der sich später als Comte Christian Rosetti herausstellen soll, zwei Millionen Lire. Nach der Show wird Tracy Christian vorgestellt, aber Sean unterbricht sie und verlangt, mit ihr zu sprechen. Nachdem sie Seans Entschuldigung abgelehnt hat, kehrt Tracy in ihre Wohnung zurück.
Brian kehrt zu Tracys Apartment zurück und muss Tracy gegenüber kleinmütig eingestehen, dass er trotz großen Einsatzes von Wahlhelfern, die Kommunalwahl, für die er kandidiert hatte, verloren hat. Dennoch wolle er für den US-Kongress kandidieren und bittet erneut um ihre Hilfe. In dieser Nacht gehen Tracy und Brian zu einer Party, die der schwule Sean zu ihren Ehren veranstaltet. Als Sean sieht, dass Brian sich mit den anwesenden Homosexuellen und Transvestiten unwohl fühlt, lädt Sean ihn ein, seine Waffensammlung anzuschauen. Im Obergeschoss zieht Sean eine Pistole heraus und zielt auf Brian. Brian springt Sean an und zwingt ihn zu Boden. Er steckt ihm die Pistole in den Mund und zieht am Auslöser. Sean lacht, denn die Waffe ist nicht geladen. Brian ist von dieser Welt der Upperclass-Hohlköpfe angewidert. Er erklärt Tracy, dass er so ein Leben nicht führen will und verlässt sofort die Party. Tracy bleibt fassungslos zurück und ruft: „Weißt du, wer ich bin?“ (Kernzeile des Theme Songs). Tief in der Nacht kehrt Tracy betrunken in ihre Wohnung zurück. Brian hat seine Sachen gepackt, bereit zum Auszug. Wütend wirft die Designerin ihrem Freund vor, dass er ihren Erfolg nicht ertragen könne, zumal er selbst nicht erfolgreich sei. Tracy nennt ihn einen „Loser“, Brian antwortet, dass ihre Art von „Erfolg“ sie nicht glücklich machen werde, wenn sie niemanden habe, den sie liebt und mit dem sie ihr Glück teilen könne.
Am nächsten Tag dreht Tracy einen Werbespot. Sean ist ebenfalls anwesend und zerrt Tracy in einen Sportwagen. Dann braust er mit ihr los und rast den Highway hinunter. Sean ist wie von Sinnen. Er lässt das Lenkrad los und wirft Tracy vor, ihn für Brian verlassen zu haben. Tracy schreit vor Angst und schaltet die Zündung aus. Damit wird die Lenkung blockiert, und es kommt zu einem schweren Unfall, bei dem Sean stirbt. Nach wochenlanger Rekonvaleszenz in Christians Villa stellt der Graf Tracy eine Textilfabrik zur Verführung, um ihre eigene Modelinie zu produzieren. Tracy ist schließlich vollständig geheilt, sieht sich aber angesichts dieser anstehenden Ziele kurz vor ihrem Durchbruch enormen Druck ausgesetzt. Sie wird fast zur Furie, droht und schreit ihre Mitarbeiter an. Einen Monat präsentiert Tracy ihre erste Kollektion, die ans Kabuki-Theater angelehnt sind. Das Publikum applaudiert frenetisch, da hört Tracy Brians Stimme in ihrem Kopf, die daran erinnert, dass Erfolg nicht alles ist. Tracy kehrt in die Vereinigten Staaten zurück. In Chicago geht Tracy zu einer von Brians Wahlkampfreden und winkt ihm aus der Menge zu. Als er sie sieht, verlässt er die Bühne, und beide umarmen sich.

## Produktionsnotizen
Die Dreharbeiten zu Mahogany begannen am 18. November 1974 und endeten im Februar des darauf folgenden Jahres. Gedreht wurde in Chicago und in Rom. Die Welturaufführung erfolgte am 8. Oktober 1975, die deutsche Premiere fand am 7. Mai 1976 statt.
Regisseur Berry Gordy, dessen einzige Inszenierung dies war, ist Gründer der schwarzen Schallplattenfirma Motown Records, die diesen Film über eine „schwarze Erfolgsstory“ auch produziert hatte. Hauptdarstellerin Diana Ross war viele Jahre lang sein Motown-Protegé.
Das von Diana Ross vorgetragene Lied “Do You Know?” (Musik: Michael Masser, Text: Gerry Goffin) wurde 1976 für einen Oscar nominiert.

## Synchronisation
| Rolle                       | Darsteller         | Synchronsprecher   |
| --------------------------- | ------------------ | ------------------ |
| Tracy / Mahagoni (Mahogany) | Diana Ross         | Barbara Ratthey    |
| Brian                       | Billy Dee Williams | Randolf Kronberg   |
| Sean                        | Anthony Perkins    | Joachim Kerzel     |
| Graf Christian Rosetti      | Jean-Pierre Aumont | Heinz Petruo       |
| Linda                       | Nina Foch          | Tina Eilers        |
| Carlotta Gavina             | Marisa Mell        | Cornelia Meinhardt |
| Florence                    | Beah Richards      | Inge Wolffberg     |

## Kritiken
Die Kritiken fielen nahezu durch die Bank desaströs aus. Nachfolgend ein paar Beispiele:
Der Movie & Video Guide nannte den Film „dumm“ und „gekünstelt“ und kritisierte die „hölzernen Auftritte“ der meisten Darsteller. Lediglich Perkins’ darstellerische Leistung, „eine Erweiterung seiner Psycho-Rolle“, sei bemerkenswert.

„Filme so krampfhaft schlecht wie Mahogany nur sein kann, machen wenigstens in einer Hinsicht Spaß: Als Spektakel von einer Menge Leuten, die einen Narren aus sich machen.“

Halliwell’s Film Guide fand das Ganze „reichlich lustig“ und fühlte sich an die Schmalzmelodramen Joan Crawfords erinnert.
Das Lexikon des Internationalen Films befand: „Psychologisch wenig glaubwürdige Liebesgeschichte, die den Kontrast zwischen Chicagoer Slums und römischer Schickeria überstrapaziert; die sozialkritischen Ansätze wirken aufgesetzt.“